# Rostovská jaderná elektrárna
Rostovská jaderná elektrárna (rusky Ростовская АЭС – Rostovskaja AES), do roku 2010 též známa jako Volgodonská jaderná elektrárna je jaderná elektrárna v Rusku přibližně 800 kilometrů jihovýchodně od Moskvy, poblíž města Volgodonsk. Elektrárnu vlastní ruská státní společnost Rosenergoatom, dceřiná společnost Rosatom. 

## Historie a technické informace

### Reaktory
Elektrárna disponuje čtyřmi tlakovodními reaktory VVER 1000/320, každý o výkonu zhruba 1000 MW, takže dohromady elektrárna vyrábí zhruba 4000 MW.

### Počátky
Rozhodnutí o konstrukci jaderné elektrárny v Rostovském regionu bylo učiněno na základě usnesení Rady ministrů SSSR ze dne 21. října 1976. Nutnost výstavby byla způsobena nedostatkem energie v Rostovské oblasti a  Kavkazu. Pro stavbu budoucí jaderné elektrárny bylo vybráno místo poblíž města Volgodonsk na levém břehu Cimljanské přehradní nádrže. V roce 1977 byly zahájeny průzkumné práce na místě budoucí jaderné elektrárny a 28. října téhož roku byl na místě budoucí stavby položen symbolický základní kámen.

### Výstavba
Pro stavbu byl zvolen typický projekt o čtyřech blocích VVER-1000/320 s možností dostavby dvou dalších bloků. Toto rozšíření bylo uskutečněno například v Záporožské elektrárně. V prvních letech však bylo tempo stavby nízké a výrazně zaostávalo za plánovaným, zejména kvůli nedostatku stavitelů a specialistů. Jedním z důvodů, proč tomu tak bylo, byla skutečnost, že současně s výstavbou elektrárny probíhala výstavba závodu Atommaš a města Volgodonsk. Po havárii v Černobylu se termín spuštění elektrárny posunul na rok 1990. Avšak postoj společnosti k výstavbě nových reaktorů se výrazně změnil a došlo i k aktivistickým protestům. Rozpadem SSSR byla výstavba elektrárny zastavena úplně.

#### Blok 1 a 2
Výstavba prvního bloku byla zahájena 1. září 1981. Jedná se o čtyřsmyčkový tlakovodní reaktor VVER-1000/320. Hrubý výkon reaktoru je 1041 MW a čistý po odečtení vlastních potřeb bloku je 989 MW. Do sítě byl blok poprvé připojen 30. března 2001 a do komerčního provozu přešel 25. prosince 2001. S uvedením do provozu v roce 2001 jde o druhý spuštěný reaktor v suverénním Rusku od roku 1991.
Druhý blok začal být budován 1. května 1983. Jedná se o čtyřsmyčkový tlakovodní reaktor VVER-1000/320. Hrubý výkon dosahuje 1000 MW a čistý výkon je 950 MW. Přifázování k síti bylo poprvé uskutečněno 18. března 2010 a zahájení komerčního provozu následovalo 10. prosince 2010.

#### Blok 3 a 4
Ačkoliv jsou bloky 3 a 4 součástí jedné elektrárny jako první dva, mají zdela odlišnou historii.
Zahájení výstavby třetího bloku proběhlo 15. září 2009. Už od počátku byl budován jako modernější verze typové řady V320. Jedná se o čtyřsmyčkový tlakovodní reaktor VVER-1000/320. hrubý výkon bloku dosahuje hodnoty 1000 MW a čistý výkon je 950 MW. Do sítě byl připojen 27. prosince 2014 a komerční provoz započal 17. září 2015.
Čtvrtý blok se začal stavět 16. června 2010. Jde o stejný reaktor jako předchozí tři. Hrubý výkon je 1030 MW a čistý 979 MW. Připojení k síti proběhlo 2. února 2018 a 28. září 2018 byl zahájen komerční provoz. Čtvrtý blok elektrárny je zároveň poslední blok tohoto typu, který byl v Rusku uveden do provozu.

### Po rozpadu SSSR

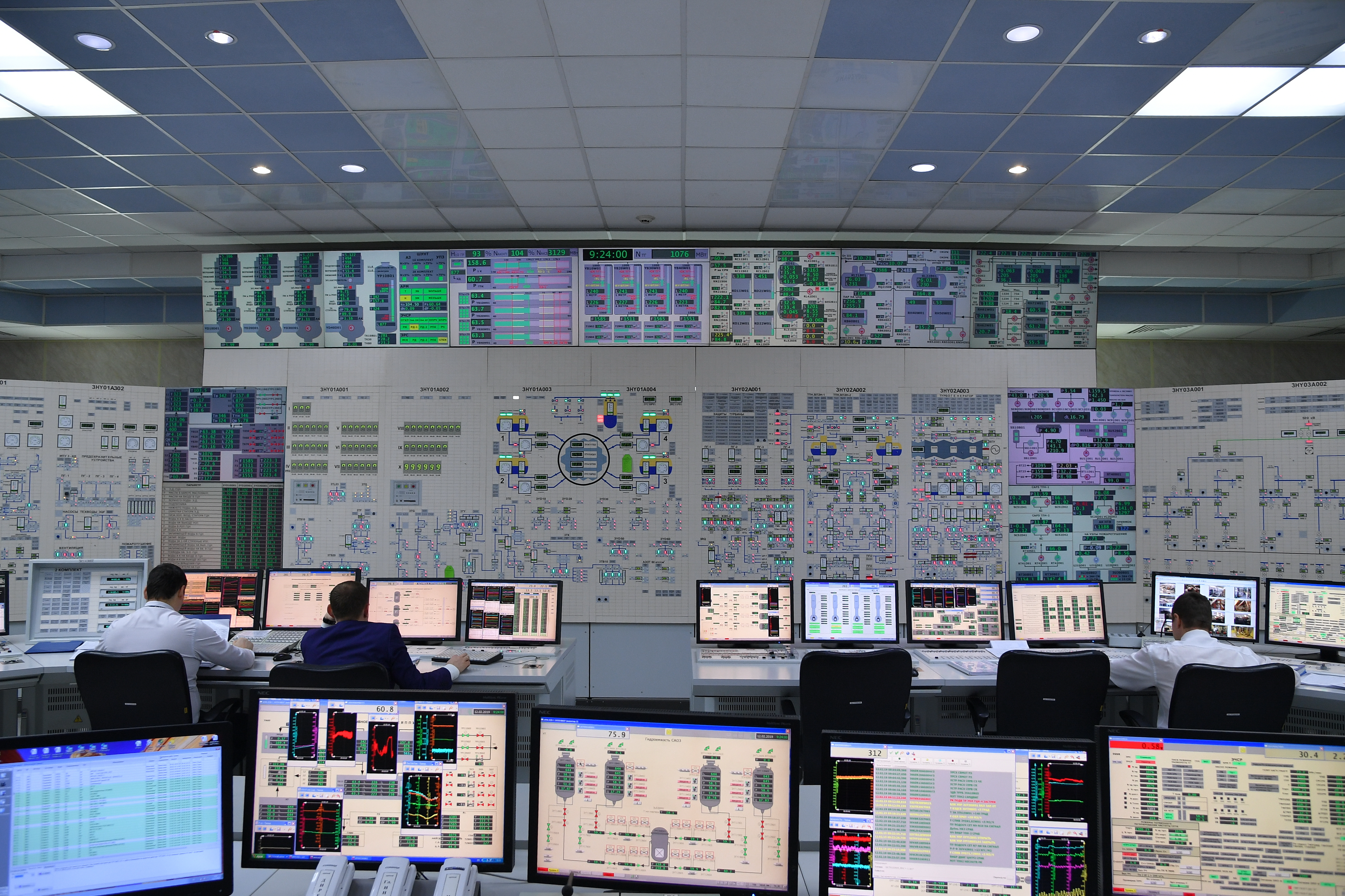
Velín třetí jednotky

V roce 1992 byl nařízením vlády Ruské federace vydán pokyn k pokračování výstavby elektrárny, zatímco Ministerstvo přírody Ruska současně provedlo státní ekologickou prověrku projektu. Vývojem nového designu pro elektrárnu byl pověřen Atomenergoprojekt. Nový projekt vyvinutý institutem byl předložen k posouzení Ministerstvu přírodních zdrojů Ruska v roce 1994. V roce 1995 byla vytvořena odborná komise státní ekologické expertízy pro projekt výstavby. Komise schválila nový projekt výstavby, který též počítal se sníženým počtem reaktorů na dva, avšak s možností budoucí dostavby.
V roce 1998 dokončil Atomenergoprojekt projekt na základě dříve předložených materiálů. Současně 6. dubna 1998 hlasovali volgodonští zastupitelé za pokračování výstavby elektrárny. 
Na základě závěru odborné komise a nařízení vlády Ruské federace byly v roce 1998 zahájeny práce na pokračování výstavby zařízení elektrárny, kdy byl posouzen stav zařízení a stavebních strojů. 10. května roku 2000 byla vydána licence, která opravňuje k výstavbě energetické jednotky č. 1. Po obdržení licence elektrárna oficiálně opětovně získala status „ve výstavbě“. 30. března 2001 byla uvedena do provozu první energetická jednotka. Po spuštění pokračovala výstavba druhé energetické jednotky, která byla spuštěna roku 2010. V únoru 2009 se konala veřejná slyšení o výstavbě energetických bloků č. 3 a č. 4 a v červnu téhož roku bylo vydáno povolení k výstavbě 3. a 4. bloku elektrárny. Bylo tedy rozhodnuto vrátit se k původnímu návrhu skládajícímu se ze 4 bloků. 
V sobotu 20. července 2024 vypukl ve městě Krasnodar živelný protest obyvatel, který byl vyvolán výpadky dodávek elektřiny. Kolaps, který trval již čtyři dny, způsobila porucha na čtvrtém bloku elektrárny.

## Informace o reaktorech
| Reaktor  | Typ reaktoru  | Výkon  | Výkon   | Zahájení výstavby                      | Připojení k síti                       | Uvedení do provozu                     | Uzavření |
| Reaktor  | Typ reaktoru  | Čistý  | Hrubý   | Zahájení výstavby                      | Připojení k síti                       | Uvedení do provozu                     | Uzavření |
| -------- | ------------- | ------ | ------- | -------------------------------------- | -------------------------------------- | -------------------------------------- | -------- |
| Rostov-1 | VVER-1000/320 | 989 MW | 1041 MW | 1. 9. 1981                             | 30. 3. 2001                            | 25. 12. 2001                           |          |
| Rostov-2 | VVER-1000/320 | 950 MW | 1000 MW | 1. 5. 1983                             | 18. 3. 2010                            | 10. 12. 2010                           |          |
| Rostov-3 | VVER-1000/320 | 950 MW | 1000 MW | 15. 9. 2009                            | 27. 12. 2014                           | 17. 9. 2015                            |          |
| Rostov-4 | VVER-1000/320 | 979 MW | 1030 MW | 16. 6. 2010                            | 2. 2. 2018                             | 28. 9. 2018                            |          |
| Rostov-5 | VVER-1000/320 | 950 MW | 1000 MW | Plánovaná výstavba zrušena v roce 1990 | Plánovaná výstavba zrušena v roce 1990 | Plánovaná výstavba zrušena v roce 1990 |          |
| Rostov-6 | VVER-1000/320 | 950 MW | 1000 MW | Plánovaná výstavba zrušena v roce 1990 | Plánovaná výstavba zrušena v roce 1990 | Plánovaná výstavba zrušena v roce 1990 |          |